# Kamienica-Wygoda
Kamienica-Wygoda – wieś sołecka w Polsce położona w województwie mazowieckim, w powiecie płońskim, w gminie Załuski.
| SIMC    | Nazwa            | Rodzaj    |
| ------- | ---------------- | --------- |
| 0129811 | Kamienica-Pieńki | część wsi |

W latach 1975–1998 miejscowość administracyjnie należała do województwa ciechanowskiego.